# Selepa walkeri
Selepa walkeri är en fjärilsart som beskrevs av Embrik Strand 1917. Selepa walkeri ingår i släktet Selepa och familjen trågspinnare. Inga underarter finns listade i Catalogue of Life.